# شهرستان المر، میشیگان
شهرستان المر، میشیگان (به انگلیسی: Almer Township, Michigan) یک منطقهٔ مسکونی در ایالات متحده آمریکا است که در میشیگان واقع شده‌است.

## خصوصیات
شهرستان المر ۸۹٫۷ کیلومترمربع مساحت و ۳٬۱۰۱ نفر جمعیت دارد و ۲۱۷ متر بالاتر از سطح دریا واقع شده‌است.